# St. Benno (Meißen)

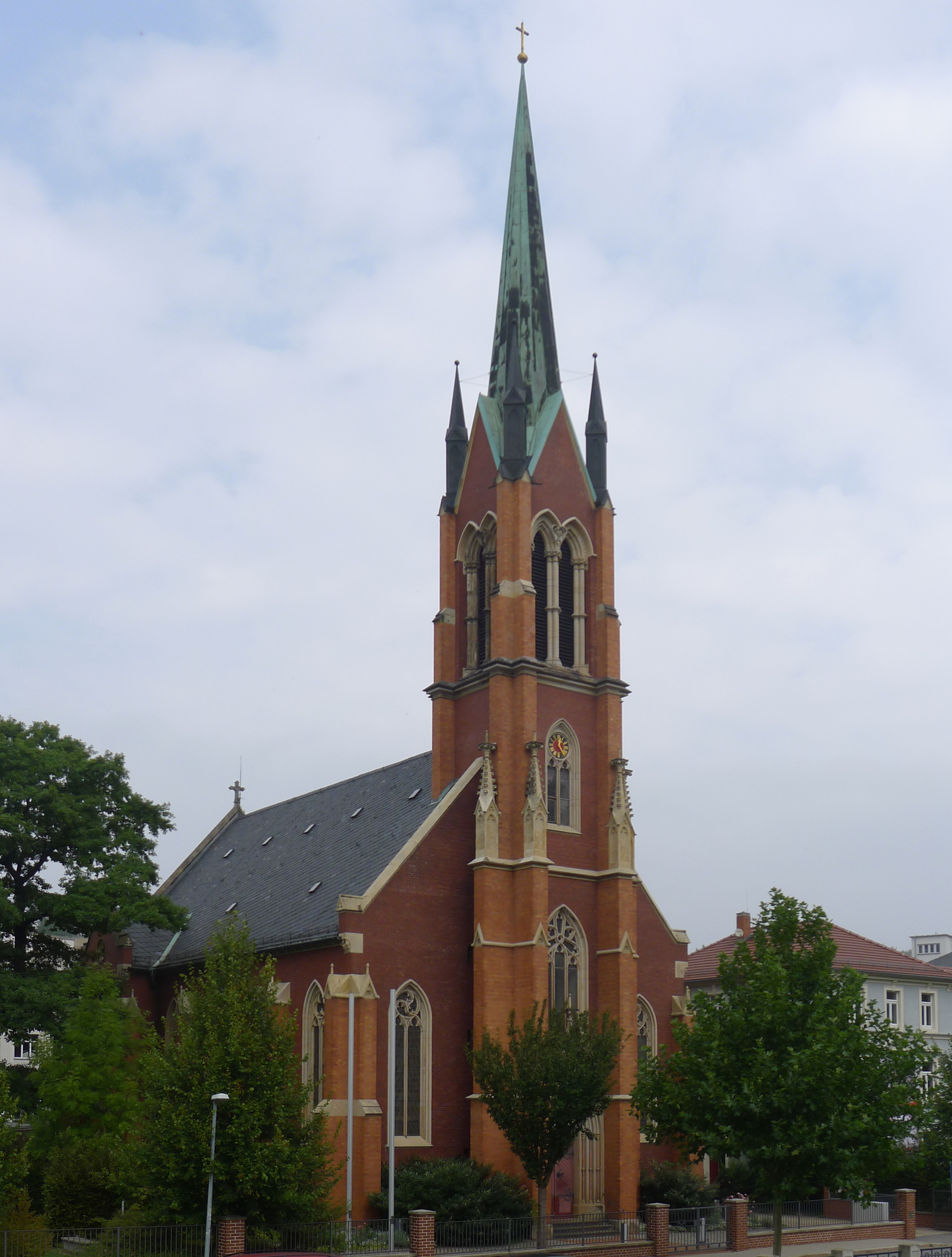
St.-Benno-Kirche Meißen

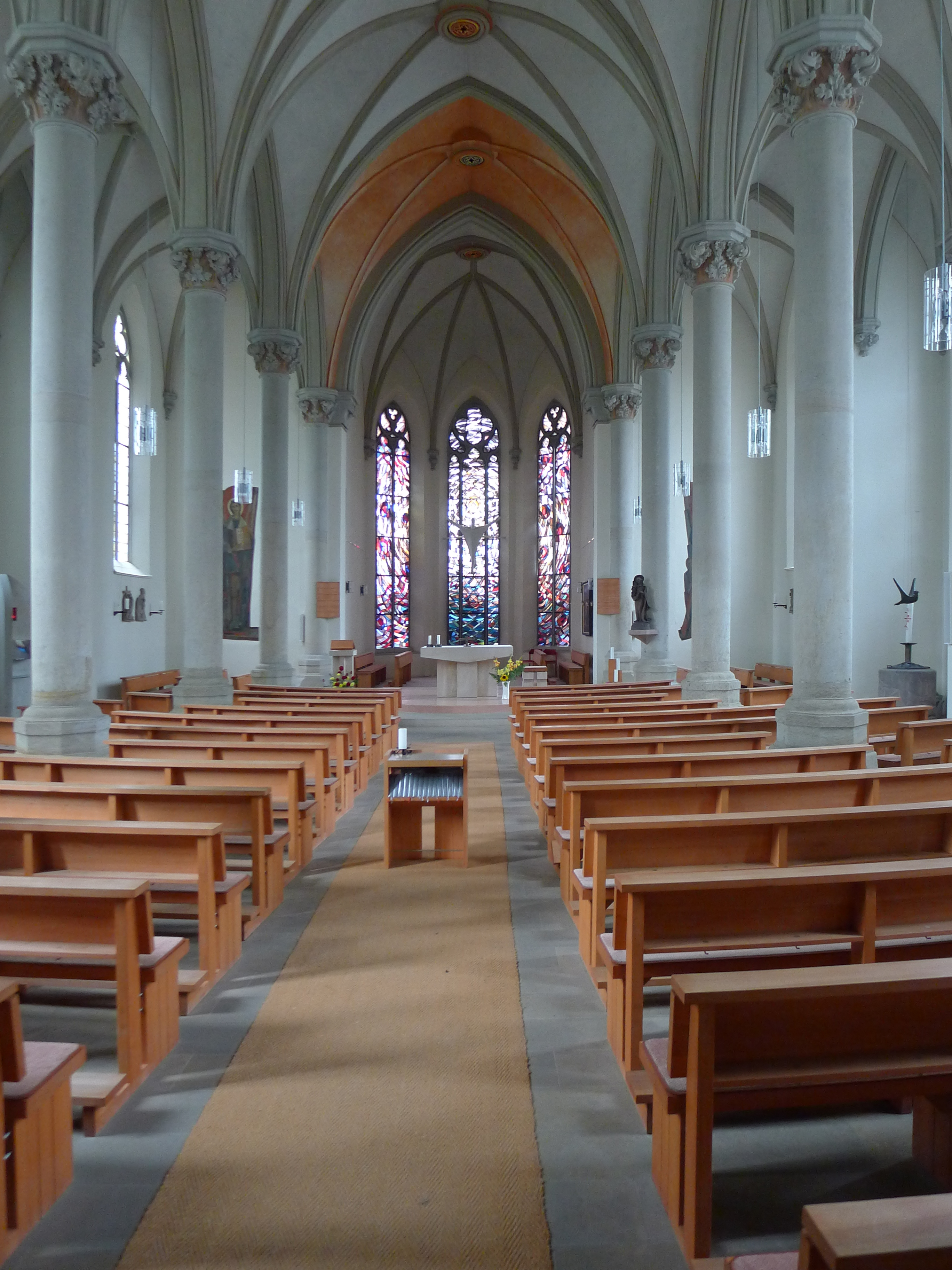
Innenansicht

Die Benno von Meißen geweihte römisch-katholische Pfarrkirche St. Benno steht in der Wettinstraße 15 im Ortsteil Triebischtal der Stadt Meißen. Die neugotische Hallenkirche entstand 1885–1887 nach einem Entwurf des Baumeisters Friedrich Wilhelm Dürichen.

## Geschichte
Erstmals nach der Reformation feierte zur Weihnacht 1764 ein Jesuit aus Dresden in einem Wohngebäude in Meißen einen katholischen Gottesdienst. Im Januar 1786 kaufte Camillo Marcolini im Auftrag von Friedrich August III. das Haus Burgstraße 11 in der Altstadt von Meißen und ließ eine katholische Kapelle einrichten. Dort wurde 1837 eine katholische Schule eröffnet. Die schlechten Bedingungen der im Haus Burgstraße 11 untergebrachten Schule veranlassten das Apostolische Vikariat Dresden, das Bistum Meißen wurde erst 1921 wieder errichtet, zu Beginn des Jahres 1881 das Flurstück 1192 neben der Porzellanmanufaktur für den Bau eines Schul-, Pfarr- und Kapellenhauses zu erwerben. Die Schulbehörde des Bezirks empfahl für den Entwurf und die Bauausführung den Baumeister Dürichen, der bereits das Wohnhaus des Meißner Bürgermeisters Karl Richard Hirschberg errichtet hatte. Am 26. Mai 1883 erfolgte die Grundsteinlegung für das künftige Gemeindezentrum. Bereits im Herbst 1883 wurde das Pfarr- und Schulhaus eingeweiht. Am 19. Mai 1885 erfolgte die Grundsteinlegung für die Kirche, am 19. Mai 1887 ihre Segnung und am 6. November 1887 ihre Konsekration durch Bischof Franz Bernert.
Im Zuge von Umbau- und Renovierungsmaßnahmen 1959 wurde die ursprüngliche Ausstattung wesentlich verändert. Der Architekt Arthur Becker plante einen klar strukturierten Innenraum. Kanzel, Hochaltar und Kommunionbank wurden entfernt, ebenso die neogotischen Verzierungen am Orgelprospekt, am Marienaltar und an den Stationen des Kreuzwegs. Vom erst 1934 geschaffenen Benno-Altar, er stand an der Wand links vom Altarraum, blieb nur die Benno-Skulptur erhalten. Sie steht in einer Kapelle seitlich der Vierung, der Taufkapelle gegenüber.
Am 9. November 2000 wurde ein Brandanschlag auf die Kirche verübt, bei dem ein Brandsatz einen Schwelbrand mit schweren Rußschäden in der Kirche verursachte.
Am 15. August 2002 wurde die Kirche beim Hochwasser stark beschädigt, der Fußboden stand über einen Meter unter Wasser. Die Neugestaltung wurde von Dombaumeister Günter Donath umgesetzt. Am 19. Oktober 2003 konsekrierte Bischof Joachim Reinelt den neu gestalteten Altar.

## Baubeschreibung
Die Kirche ist ein verklinkerter Mauerwerksbau, dessen Wände außen zwischen den Fenstern durch abgetreppte Strebepfeiler gegliedert sind, durch die Verwendung heller Klinker betont. Das Kirchenschiff ist mit einem schiefergedeckten Satteldach bedeckt, dessen Dachgauben nachträglich durch Dachfenster ersetzt wurden.
Der 54 m hohe Kirchturm auf quadratischem Grundriss steht halb im Kirchenschiff, er überragt dessen Dachfirst um 20 m. Seine Dachhaut besteht aus Kupfer. Er wird ebenfalls von Strebepfeilern gestützt, die von Teil teils mit Kreuzblumen bekrönten Fialen bedeckt sind.
In der Glockenstube hängen drei Glocken aus Bronze. Sie bilden ein im Es-Dur-Akkord gestimmtes Geläut. Nur die Marienglocke (419 kg) hatte den Zweiten Weltkrieg überstanden. Erst 1964 kamen die Johannesglocke (770 kg) und die Bennoglocke (310 kg) wieder hinzu.
Im Tympanon des Stufenportals befindet sich seit dem 800. Jubiläum von Bischof Benno ein ihn darstellendes Relief. Die Neugotik prägt immer noch den Innenraum der Kirche. Säulen trennen die Seitenschiffe vom Mittelschiff, die Arme des Querschiffs sind nur Stummel. Über ihnen erhebt sich ein Kreuzrippengewölbe. Die Säulen und Gewölbe sind steinfarben gehalten. Lediglich die Schlusssteine und das Joch über der Altarinsel wurden farbig betont. Die Altarinsel wurde bei der Renovierung 2003 vorgezogen, sodass sich die Gemeinde besser um den Altar versammeln kann.
Die Kirchenbänke sind nunmehr auch halbkreisförmig angeordnet. Der Altar, ursprünglich von der Größe eines Opferblocks, wurde verkleinert, sodass die Tischform deutlicher wird. Der Altartisch und der Ambo bestehen aus Kalkstein. Über dem Altar schwebt eine Christusfigur aus Meißner Porzellan, ein Werk von Friedrich Press. Er schuf auch den Taufstein, über dem eine Taube aus Bronze schwebt. Die farbigen Fenster des Altarraumes wurden von Many Jost gestaltet. Die Marienstatue von Heinrich Thein, die lange im Pfarrhof der Witterung ausgesetzt war, steht nun an der rechten Säule vor der Altarinsel.
Die im Herbst 1887 angeschaffte Orgel, ein Werk mit zwei Manualen vom Orgelbauer Jahn in Dresden, wurde nach der Flut von der Firma Jehmlich Orgelbau Dresden umfassend restauriert. Eine Glaswand trennt den Eingangsbereich vom Kirchenraum. Sie ermöglicht, den Haupteingang der Kirche immer offen zu halten.